# Augustin Bea
Augustin Bea S.J., nemški duhovnik, škof in kardinal, * 28. maj 1881, Riedböhringen, † 16. november 1968, Rim.

## Življenjepis
25. avgusta 1912 je prejel duhovniško posvečenje.
14. decembra 1959 je bil povzdignjen v kardinala in imenovan za kardinal-diakona S. Saba.
6. junija 1960 je postal predsednik Papeškega sveta za pospeševanje edinosti kristjanov.
5. aprila 1962 je bil imenovan za naslovnega nadškofa numidijske Germanie in 19. aprila istega leta je prejel škofovsko posvečenje; naslednje leto je odstopil s tega položaja.
3. januarja 1966 je bil potrjen kot predsednik Papeškega sveta za pospeševanje edinosti kristjanov.
Po njem so poimenovali sorto jabolk »Kardinal Bea«.